# Anne Thackeray Ritchie
Anne Isabella, Lady Ritchie, née Thackeray (9 juin 1837 – 26 février 1919), est une écrivaine anglaise. Elle est la fille aînée de William Makepeace Thackeray. Ses romans ont été très appréciés à son époque et ont fait d'elle une figure centrale de la scène littéraire à la fin de l'époque victorienne. Aujourd'hui, elle est surtout connue comme la gardienne de l'héritage littéraire de son père et pour une courte fiction qui place les récits de contes de fées traditionnels dans un milieu victorien. Son roman de 1885 Mrs. Dymond contient la première utilisation en anglais du proverbe « Donnez à un homme un poisson et vous le nourrissez pendant une journée ; apprenez à un homme à pêcher et vous le nourrissez pour la vie. »

## Biographie
Anne Isabella Thackeray est née à Londres, elle est la fille aînée de William Makepeace Thackeray et de Isabella Gethin Shawe (1816–1893). Elle a deux sœurs cadettes : Jane, née en 1839, décédée à huit mois, et Harriet Marian (1840–1875), qui épouse Leslie Stephen en 1869. Anne, que son père surnomme « Anny », passe son enfance en France et en Angleterre, où elle et sa sœur accompagnent la future poète Anne Evans. 
Thackeray épouse son cousin Richmond Ritchie en 1877. Le couple a deux enfants, Hester et Billy. L'écrivaine est la tante par alliance de Virginia Woolf, qui a écrit une nécrologie d'elle dans le Times Literary Supplement. On pense qu'elle a inspiré le personnage de Mme Hilbery dans Woolf's Night and Day. 

## Carrière littéraire
En 1863, Thackeray publie Le roman d'Elizabeth avec un succès immédiat. 
D'autres écrits ont suivi : 
- Sur la falaise (The Village on the Cliff) (1867)
- To Esther, and Other Sketches (1869)
- Old Kensington (1873)
- Toilers and Spinsters, and Other Essays (1874)
- Bluebeard's Keys, and Other Stories (1874)
- Five Old Friends (1875)
- Madame de Sévigné (1881), une biographie avec des extraits littéraires[3]

Dans d'autres écrits, elle utilise de manière inédite, d'anciennes histoires folkloriques pour dépeindre des situations et des événements contemporains, tel que la Belle au bois dormant, Cendrillon et Le petit chaperon rouge.
Elle publie également des romans : 
- Miss Angel (1875)
- From An Island (1877), un roman semi-autobiographique
- Miss Williamson's Divagations (1881)
- A Book of Sibyls: Mrs. Barbauld, Mrs. Opie, Miss Edgeworth, Miss Austen (1883)
- Mrs. Dymond (1885; réimprimé en 1890)